# Kahl am Main
Kahl am Main,  Kahl a. Main – miejscowość i gmina w Niemczech, w kraju związkowym Bawaria, w rejencji Dolna Frankonia, w regionie Bayerischer Untermain, w powiecie Aschaffenburg. Leży około 15 km na północny zachód od Aschaffenburga, nad ujściem rzeki Kahl do Menu, przy autostradzie A45 i linii kolejowej Frankfurt nad Menem – Würzburg - Monachium.
W latach 1961–1985 w gminie funkcjonowała elektrownia jądrowa (16 MW).

## Polityka
Wójtem od 2002 jest Jürgen Seitz z SPD. Rada gminy składa się z 21 członków:
|      | CSU | SPD | Wspólnota Wyborcza | Razem     |
| 2002 | 9   | 9   | 3                  | 21 miejsc |

## Współpraca
Miejscowości partnerskie:
- Budakalász, Węgry (od 1998)
- Leutasch, Austria (od 1957)
- Villefontaine, Francja (od 1981)

W latach 1967–1970 miejscowością partnerską gminy był Rohrbach, dzielnica St. Ingbert w Saarze.

## Zabytki i atrakcje
- klasycystyczny ratusz z 1830
- neobarokowy kościół pw. św. Małgorzaty (St. Margareta)
- wieża ciśnień
- budynek cechu z okresu wojny trzydziestoletniej
- pomnik królika z piasku wykonany w 1952 przez Hermanna Kröckela, nawiązujący do herbu gminy
- jedenaście młynów
- park ptaków

## Galeria

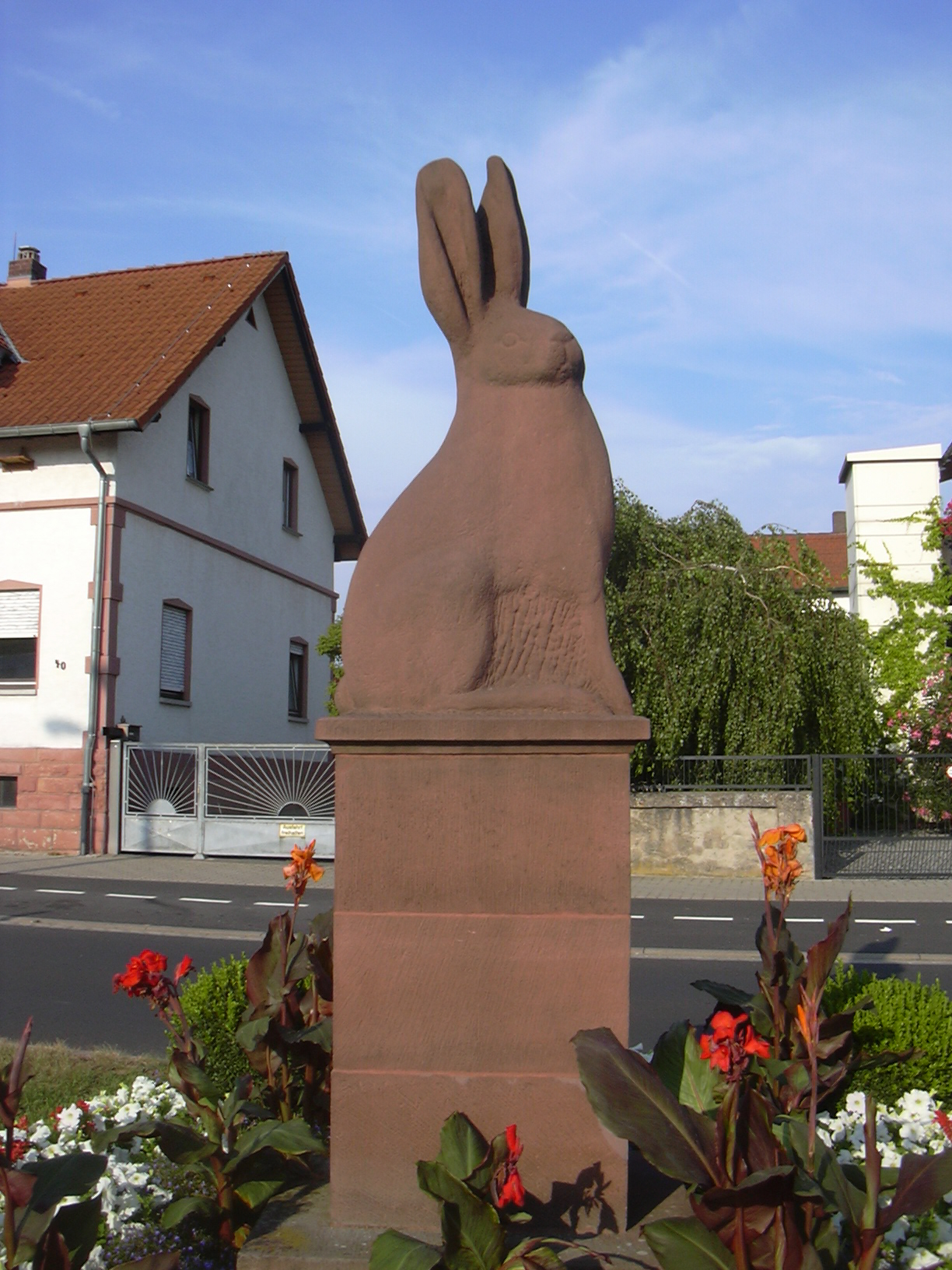
Pomnik krlika z piasku
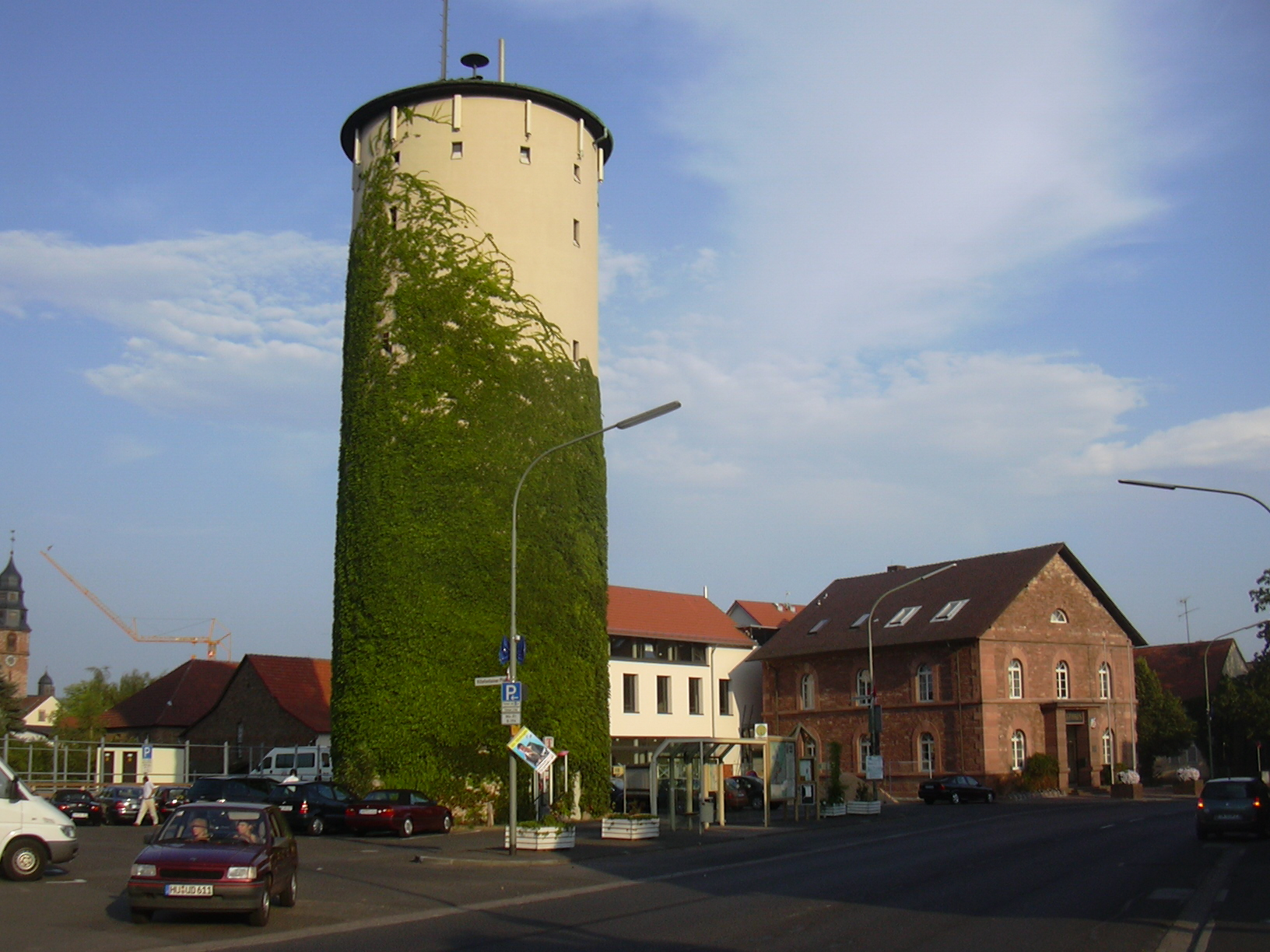
Wieża ciśnień
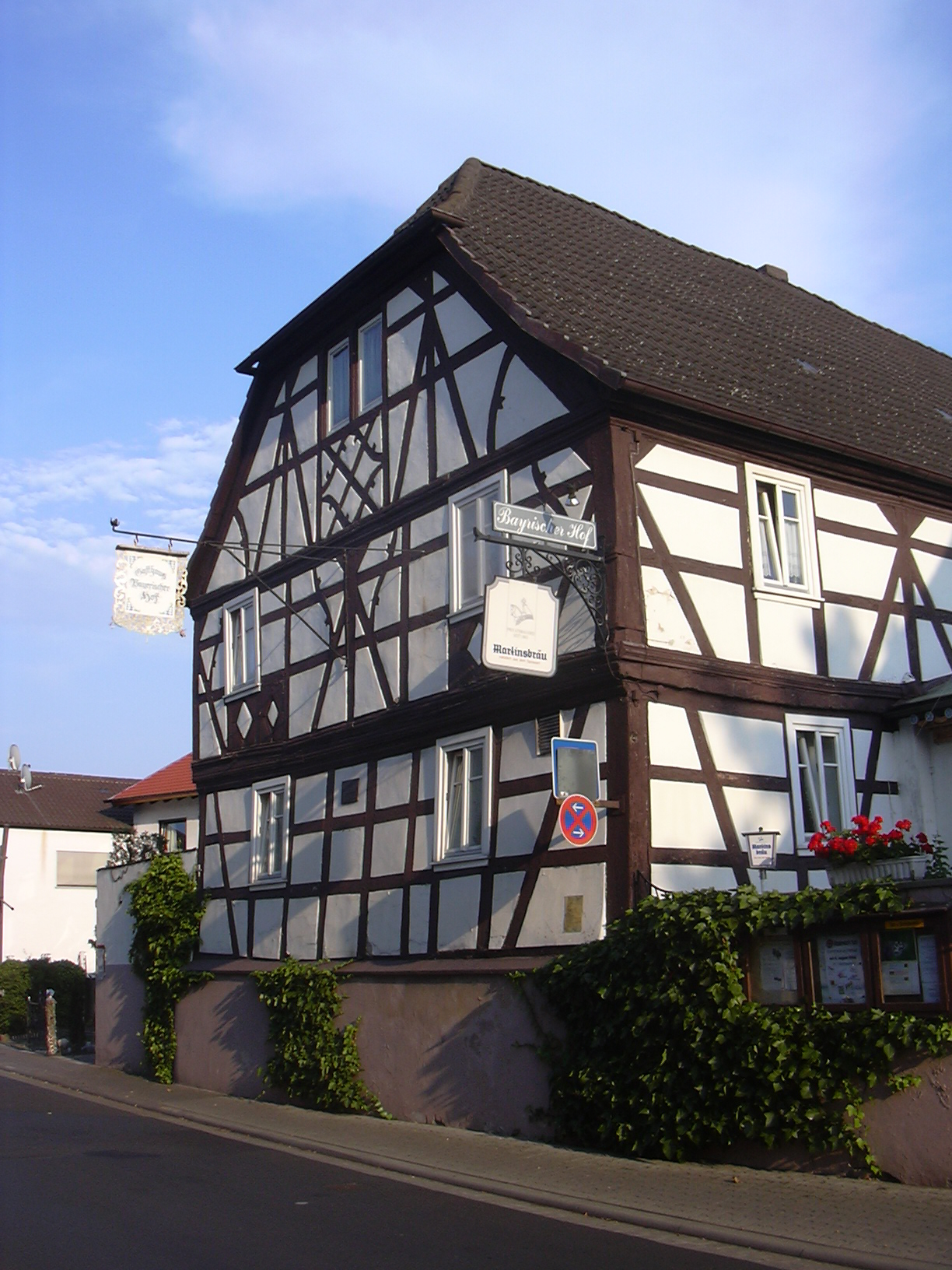
Cech
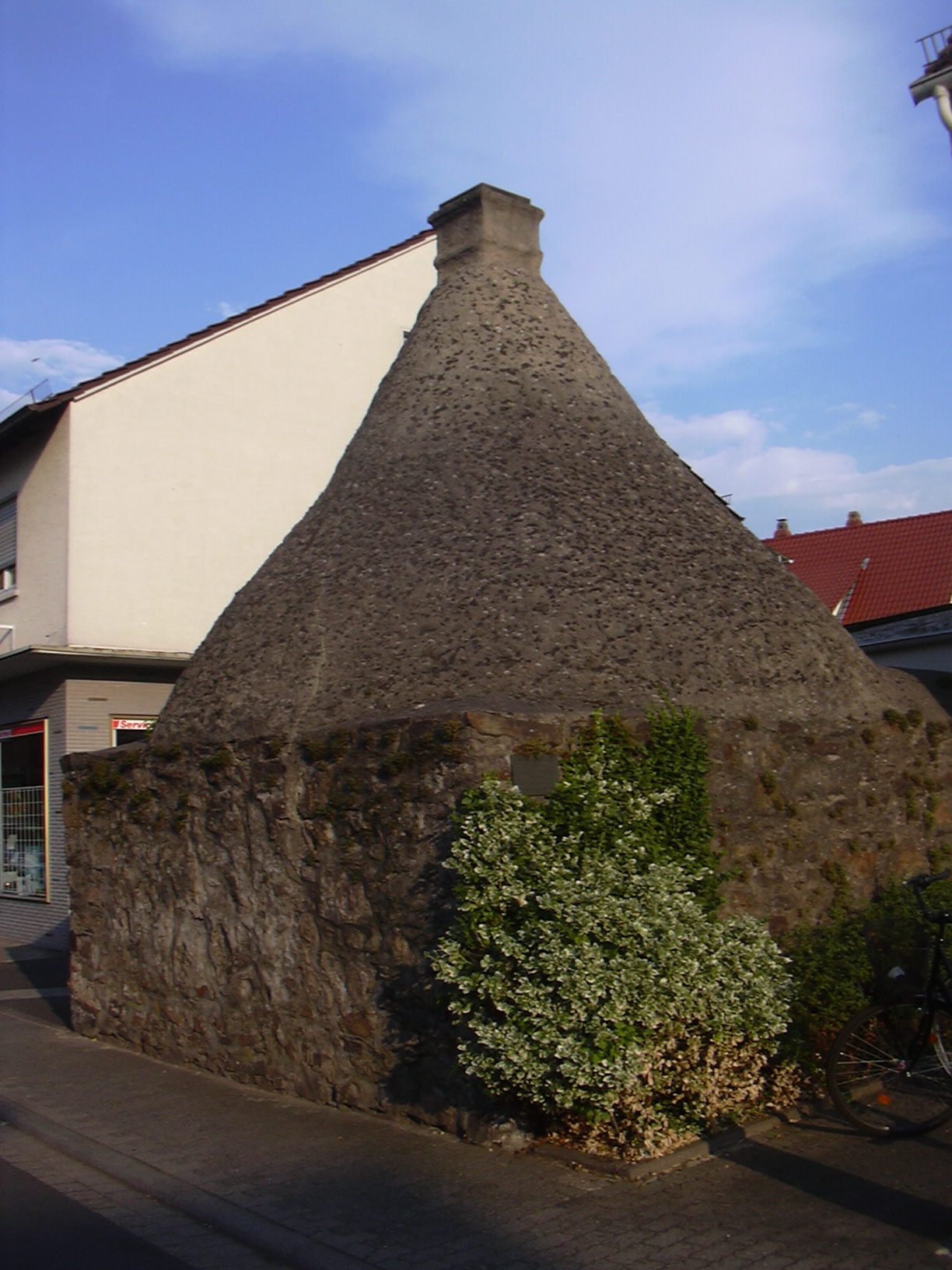
Piekarnia z XVII w.
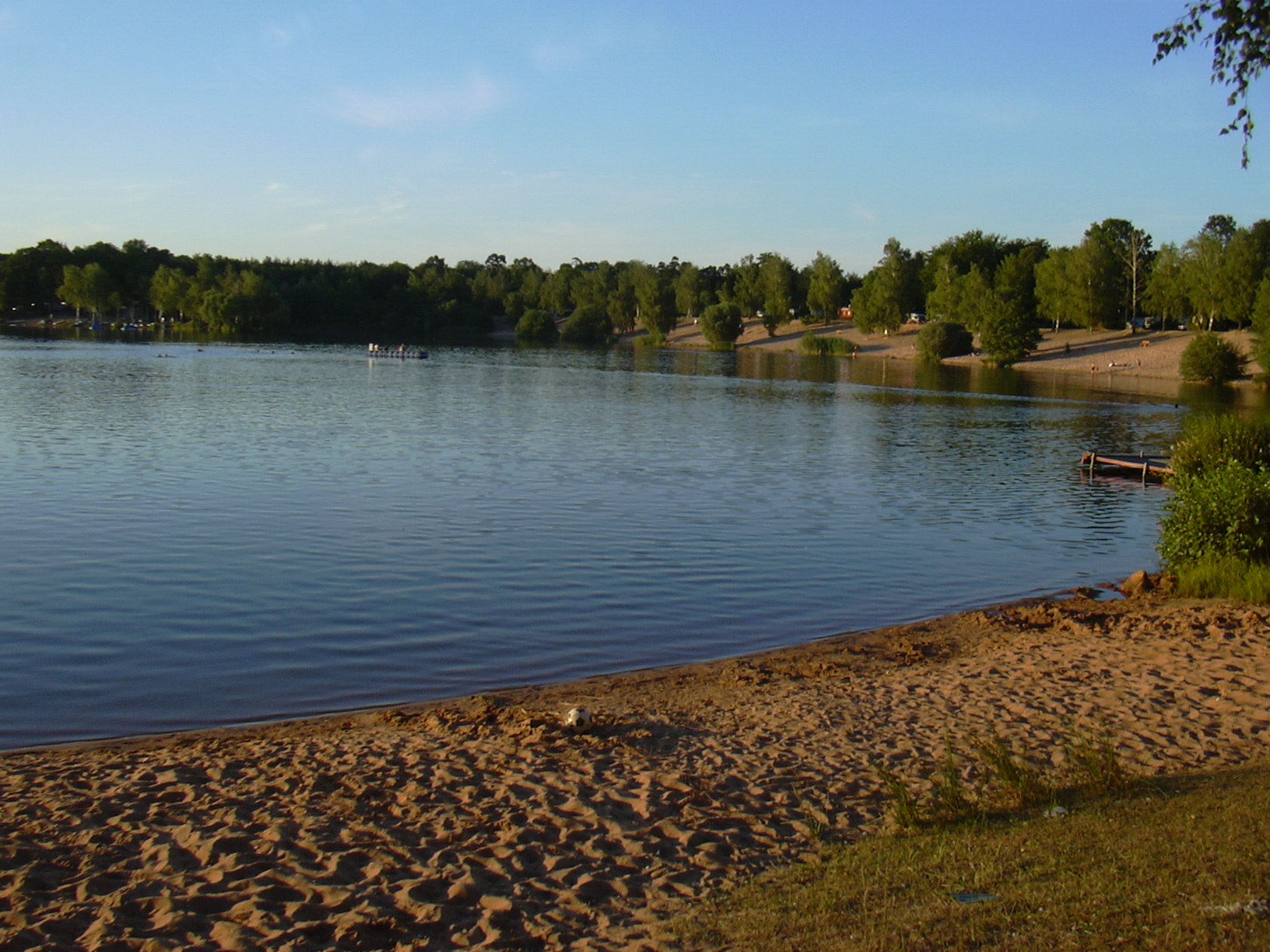
Jezioro Kahl
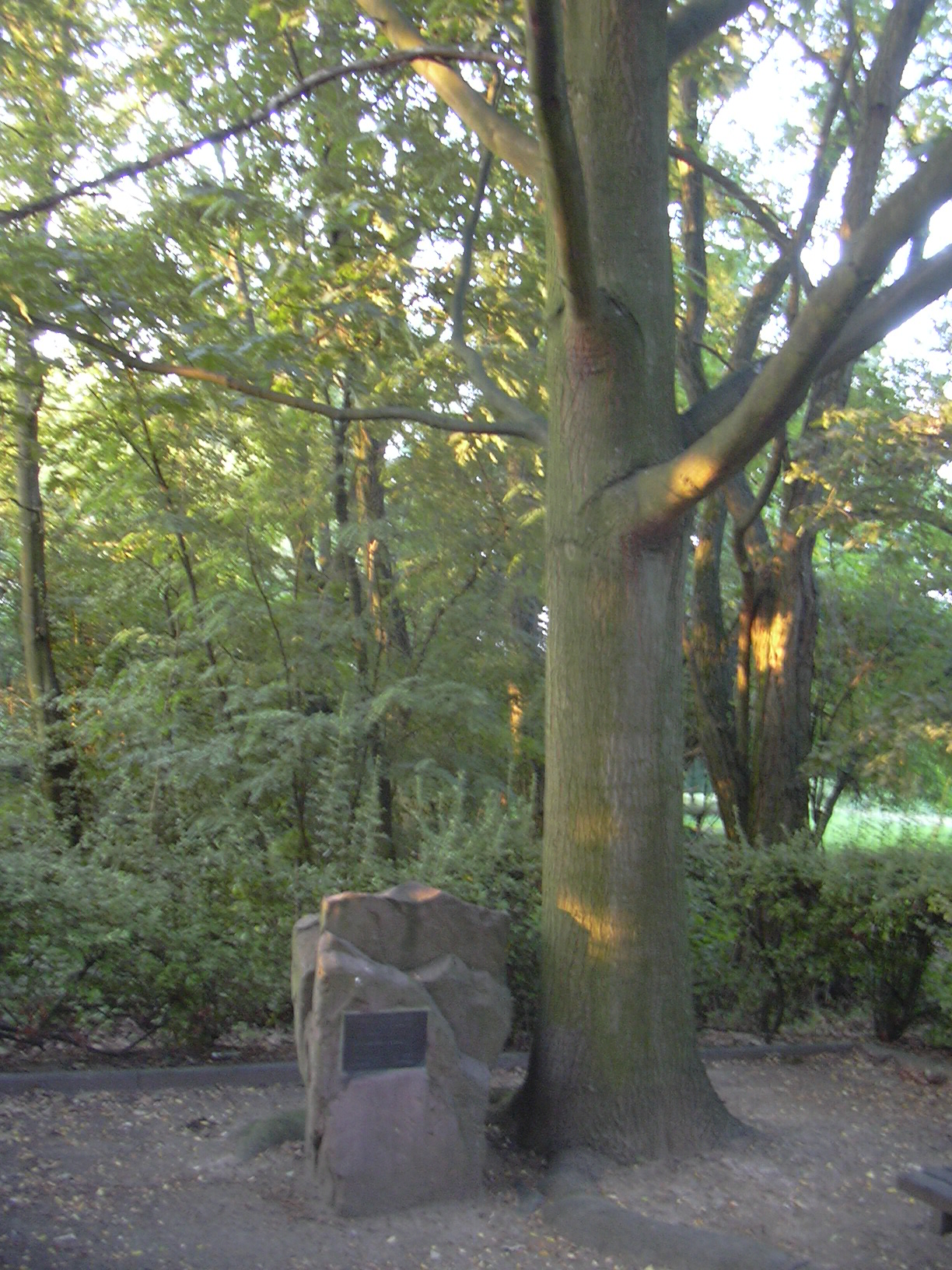
Pomnik Czarownic
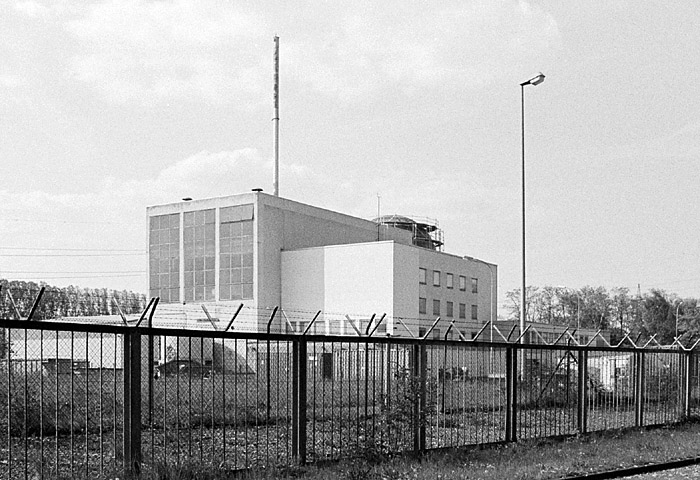
Elektrownia jądrowa Kahl am Main